# كريس دوارتي
كريس دوارتي (بالإنجليزية: Chris Duarte)‏ هو عازف قيثارة وكاتب أغاني ومغني أمريكي، ولد في 16 فبراير 1963 في سان أنطونيو في الولايات المتحدة.

## وصلات خارجية
- كريس دوارتي على موقع ميوزك برينز (الإنجليزية)
- كريس دوارتي على موقع ميوزك برينز (الإنجليزية)
- كريس دوارتي على موقع أول ميوزيك (الإنجليزية)
- كريس دوارتي على موقع ديسكوغز (الإنجليزية)